# Abacetus chalcopterus
Abacetus chalcopterus es una especie de escarabajo terrestre de la subfamilia Pterostichinae. Fue descrito por Tschitscherine en 1900. 